# Dahon

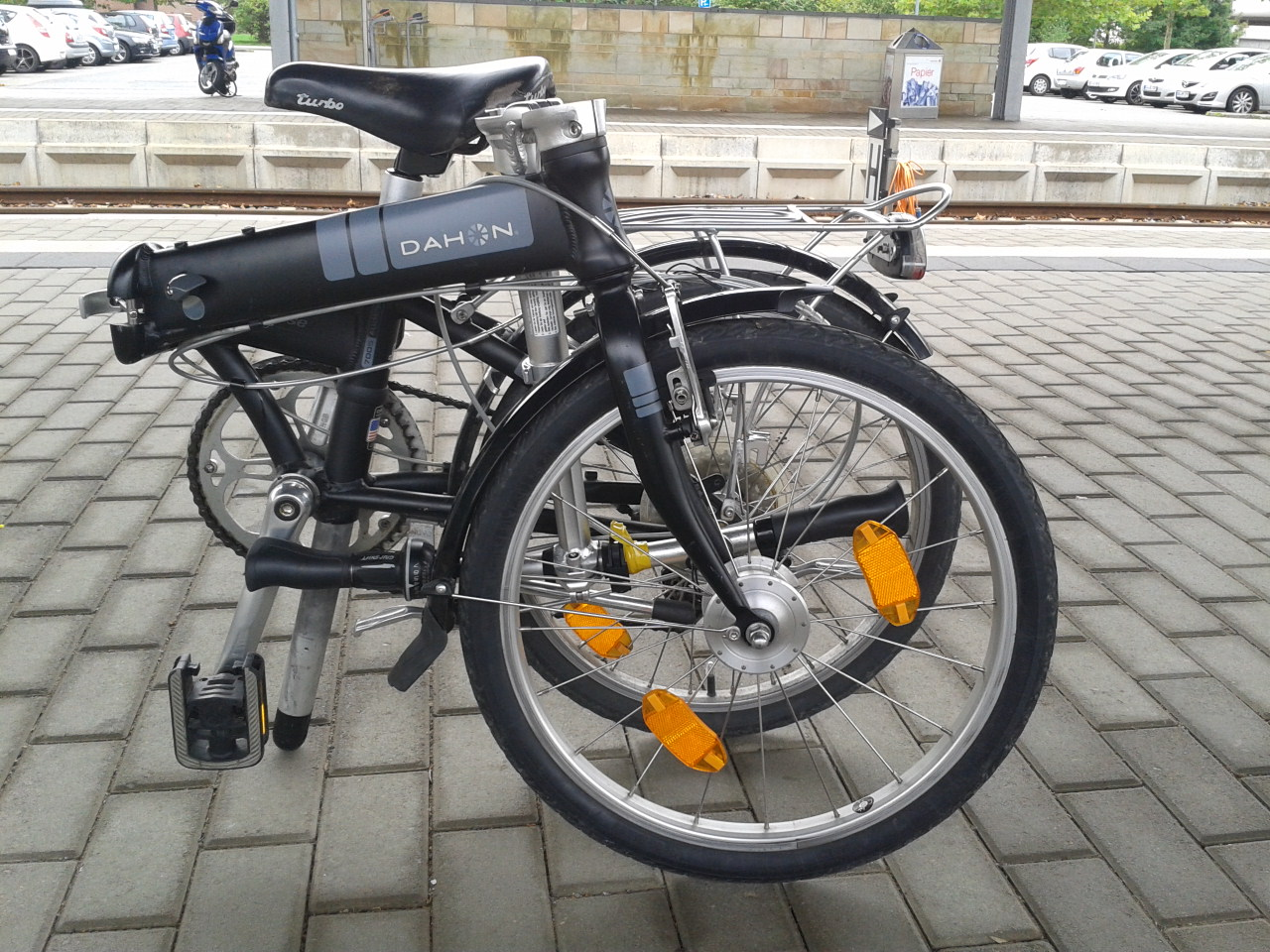
Dahon Vitesse

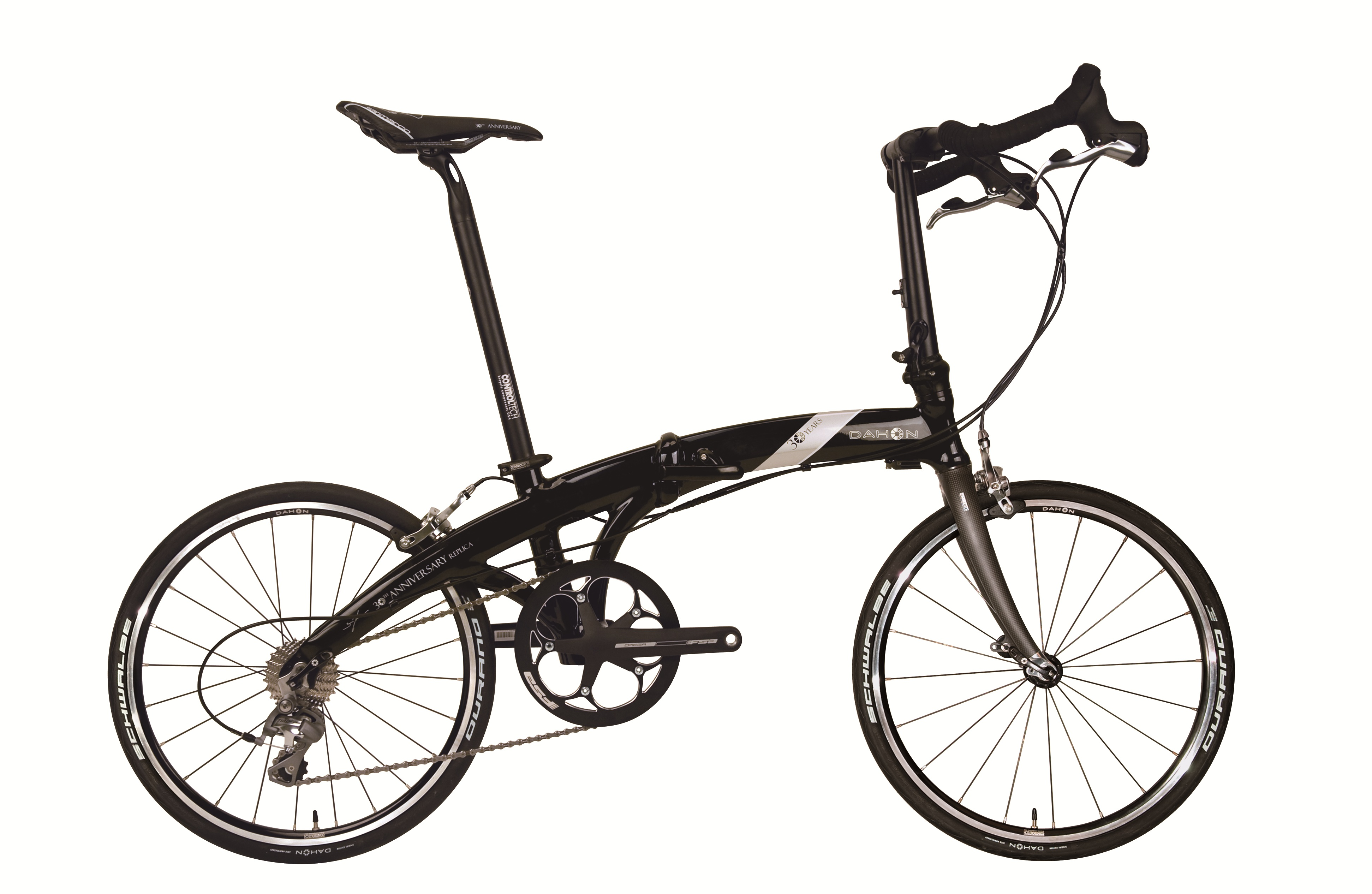
Dahon Special Edition zum 30. Geburtstag mit Aluminiumrahmen und Karbonteilen

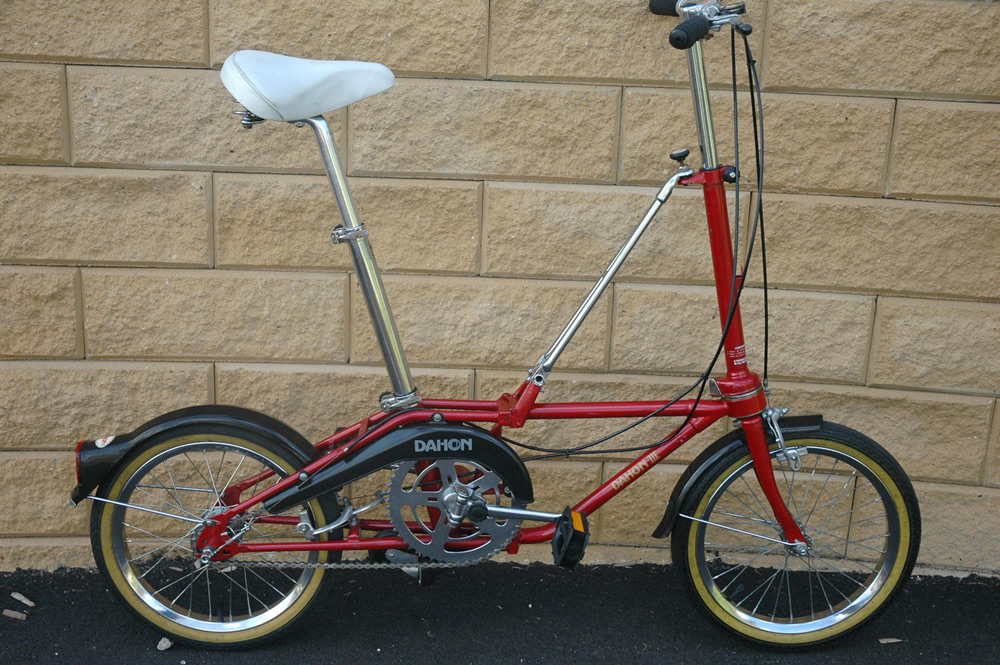
Dahon Classic III der ersten Generation in den 1980er Jahren mit Sturmey-Archer 3-Gang-Nabe

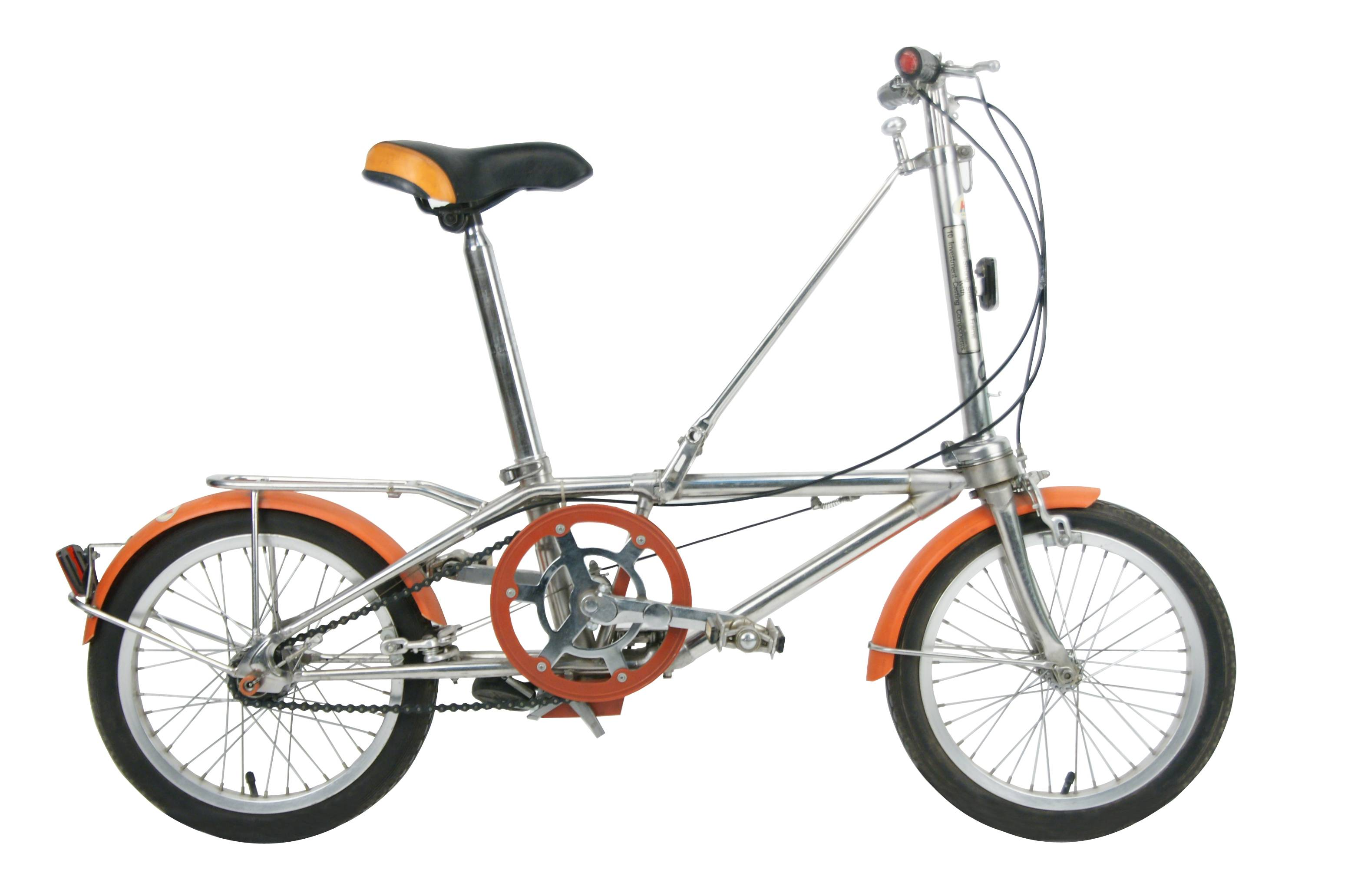
Originales Modell von 1982 aus rostfreiem Stahl

Dahon ist ein von David Hon im Jahr 1982 gegründetes US-amerikanisches Unternehmen. Es gilt als einer der weltweit größten Hersteller von Falträdern.

## Geschichte
Dahon wurde 1982 von David Hon und seinem Bruder Henry in Süd-Kalifornien gegründet. Die erste Fabrik entstand in Taiwan, 1984 wurden die ersten Fahrräder produziert. In den frühen 2000ern stieg Dahon zum Marktführer auf. Nach eigenen Angaben wurden bis 2010 3,5 Millionen Falträder verkauft. 2007 trat Dahon der ETRA bei. 2013 expandierte man nach Südamerika, Afrika und verschiedene Märkte Europas. Mittlerweile befinden sich auch Fertigungsfabriken in der Volksrepublik China, Macau und Bulgarien. Dahon vertreibt Räder unter dem eigenen Namen, sowie auch unter anderen Markennamen wie z. B. Ridgeback, den Tochterunternehmen Yeah und Biceco Brands und Novara, die zu dem amerikanischen Unternehmen REI gehören. Der Faltrad-Hersteller ist Mitglied der Global Alliance for EcoMobility. Dahon hält mehr als 200 Patente, von denen einige zum industriellen Standard geworden sind.

### Dahon vs. Tern
Von 2011 bis 2013 war die Dahon North America Inc. in einem Rechtsstreit mit dem Sohn und der Ehefrau des Firmengründers. Joshua und Florence Hon wurde eine Verletzung ihrer treuhänderischen Pflichten vorgeworfen, indem sie, als leitende Angestellte, Vermögenswerte widerrechtlich unterschlagen haben sollen. Außerdem sollen sie Ressourcen und geistiges Eigentum des Unternehmens genutzt haben, um die konkurrierenden Betriebe Tern und Mobility Holdings zu gründen.

### Produktion
Die Räder für den chinesischen Markt werden hauptsächlich in Shenzhen, Volksrepublik China hergestellt, jedoch befindet sich noch ein weiteres Werk in Peking. Seit Anfang 2012 werden alle für den Verkauf in Europa gedachten Dahon-Räder in Bulgarien gefertigt.

## Faltfahrräder

### Modelle
Im Jahr 2012 bietet Dahon 28 verschiedene Modelle mit Aluminium- oder Stahlrahmen an. Die Größen der Reifen variieren hierbei von 16-26″ (ETRTO 305-559 mm). Die meisten Modelle sind Falträder, die die patentierte Dahon-„Flat Pak“-Technologie verwenden, wie z. B. das Mountain Bike „Tarazed“. Eines der bestverkauften Dahon-Rädern ist das Modell Boardwalk D7. 2002 wurde das erste Ebike verkauft.
2012 hat Dahon im Rahmen einer Crowdfunding-Kampagne auf der Plattform Kickstarter ein neues Modell namens Curl angekündigt und beworben. Das Curl wird im Handel von der Rahmengeometrie und Falttechnik an Brompton-Falträder erinnernd beschrieben.  Erst ab Juli 2017 wurde das Rad verkauft.

### Limitierte Modelle
Aufgrund des 25-jährigen Jubiläums der Produktion, brachte Dahon 2008 eine auf 250 Stücke limitierte Sonderedition der Mµ-Serie auf den Markt – das Mµ XXV. Bereits zum zwanzigsten Jubiläum gab es mit dem Helios XX ein sehr leichtes Sondermodell in 300 Exemplaren, 7,85 kg ohne Pedale. Anlässlich des 30. Geburtstags produzierte Dahon 300 Limited-Edition-Räder und zusätzlich noch 3000 erschwinglichere Replikate des Originals.

## Auszeichnungen
Dahon erhielt 2009 auf der Taipei International Cycle Show zwei „Innovative Products Awards“, zum einen für ein E-Bike und zum anderen noch für eine Luftpumpen-Federungskombination innerhalb der Sattelstange. Im September 2009 wurde das Ios XL, ein Fahrrad für den typischen Vorstadt-Pendler, mit dem Eurobike Gold Design Award ausgezeichnet. Lediglich 77 der 400 Bewerber erhielten einen Eurobike Award. Von diesen 77 haben nur acht den Gold-Status erreichen können, dieser wird ausschließlich für herausragende Leistungen in den Bereichen Design und Innovationen vergeben.
Weitere Auszeichnungen:
- 2005 Eurobike Award – Silber für das Ciao![8]
- 2006 Eurobike Award – Silber für das Glide P7/P8[9]
- 2006 Fiets RAI Dutch Bike of the Year Award für das Ciao!
- 2009 Eurobike Gold Award für DAHON IOS XL[10]
- 2010 Eurobike Award für das Vectro X10
- 2012 Taipei Cycle Show Design an Innovation Award für das EEZZ (unter dem Prototypnamen „Metro“)